# 横浜市立富岡東中学校
横浜市立富岡東中学校（よこはましりつ とみおかひがしちゅうがっこう）は、神奈川県横浜市金沢区並木にある市立中学校。

## 概要
1979年に西柴中学校から分離・独立したことにより開校。校舎の完成が遅れていたため、開校式は西柴中学校の体育館で実施され、当初は授業も西柴中学校の校庭につくられたプレハブ教室で行われた。同年10月1日に現在地へ移転。
近隣の並木中学校や並木第一小学校、並木中央小学校、並木第四小学校と連携をして、義務教育9年間の学習指導と生活指導の円滑な接続を図ることを目的とした小中一貫教育を推進している。

## 沿革
- 1979年（昭和54年）
  - 4月1日 - 西柴中学校に同居開校
  - 4月3日 - 開校式挙行
  - 4月5日 - 第一学期始業式及び第一回入学式挙行
  - 9月20日 - 校章制定
  - 10月1日 - 新校舎へ移転
  - 11月9日 - 校舎落成式挙行
- 1980年（昭和55年）4月5日 - 標準服制定
- 1983年（昭和58年）2月12日 - 校歌制定
- 1984年（昭和59年）3月20日 - 5周年記念誌発行
- 1988年（昭和63年）12月1日 - 10周年記念式典挙行及び記念誌発行
- 1999年（平成11年）10月 - 20周年記念式典挙行及び記念誌発行
- 2009年（平成21年）10月10日 - 30周年記念式典挙行及び記念誌発行
- 2019年（令和元年）11月9日 - 40周年記念式典挙行及び記念誌発行

（出典：富岡東中学校公式サイト（ホーム  >  学校紹介  > 沿革） ）

## 部活動

### 運動部
- 野球部
- サッカー部
- ソフトテニス部
- バスケットボール部
- 女子バレーボール部
- 新体操部（女子）
- 剣道部

### 文化部
- 吹奏楽部
- 茶道部
- 美術部

（出典：富岡東中学校公式サイト（ホーム > 部活動） ）

## 交通アクセス
- 京急本線京急富岡駅下車 徒歩15分
- 金沢シーサイドライン並木北駅下車 徒歩6分
- 横浜市営バス・京急バス「宮の前」下車 徒歩5分